# Thunder from the Blue Sky
Thunder From The Blue Sky (срп. Гром из ведра неба) је заједнички албум трија Влатка Стефановског са Јаном Акерманом и Дамиром Имеријем.
Албум садржи 15 песама од којих су углавном обраде познатих џез и блуз песама. Албум је изашао 2008. године у издању Esoteria Records (македонско тржиште) и Кроација рекордс (тржиште бивше СФРЈ).

## О албуму
Албум је сниман током зиме 2007-2008. Албум је посвећен ауторовом старијем брату. Унутрашњи део омота краси и фотографија кад је аутор имао 13 година како свира гитару испред породичног дома у Тафталиџу. Генерални спонзор је био мобилни оператер ВИП Македонија.
Међу обрађеним песмама се налази и композиција Country са албума Звучни зид.

## Списак песама
| №   | Назив                     | Трајање |  |
| 1.  | Amazing Grace             | 1:48    |  |
| 2.  | Stormy Monday blues       | 6:16    |  |
| 3.  | Rock me Baby              | 5:13    |  |
| 4.  | What'd I Say              | 3:38    |  |
| 5.  | Texas flood               | 6:46    |  |
| 6.  | Thrill is gone            | 4:40    |  |
| 7.  | Hoochie coochie man       | 5:50    |  |
| 8.  | Testify                   | 3:28    |  |
| 9.  | You got to move           | 6:42    |  |
| 10. | Need your love so bad     | 4:47    |  |
| 11. | Spider in my web          | 6:55    |  |
| 12. | Country                   | 2:53    |  |
| 13. | Dizzy fingers             | 2:05    |  |
| 14. | I'm so glad               | 5:03    |  |
| 15. | Thunder from the blue sky | 4:33    |  |

## Турнеја
Албум је промовисан у Новом Саду (СНП), Струмици, Битољу, Прилепу, Сарајеву, Врању, Београду, Птују...